# Немецкое пиво
Когда идёт дождь из баварского пива

И снег из жареных колбасок,

То мы просим Господа

Оставить такую погоду.
В Германии существует большое разнообразие сортов пива, как распространённых только регионально, так и продающихся по всей стране.

## История
В Германии впервые в 736 году в баварском Гайзенфельде рассказали об особом «ячменном соке», являющимся первым сваренным немецким пивом.
В 766 в первой пивной грамоте мира был подписан договор о доставке пива из города Гайзинген в монастырь Санкт Галлен. Монастыри играли в Средневековье большую роль в производстве пива. Многие и сегодня известные марки пива названы по религиозным орденам, как например Paulaner (пауланы) или Franziskaner (францисканцы). Сначала пиво варили только в Южной Германии, позже оно стало таким популярным, что его стали производить по всей стране.
23 апреля 1516 баварский герцог Вильгельм IV издал указ о чистоте пива, который с 1919 имеет силу во всей Германии. В указе говорится, что для приготовления пива разрешается использование только солода, хмеля, дрожжей и воды. Родился первый в мире закон о составе пищевого продукта. В 1906 г. закон распространился на всю Германскую империю и сохранял юридическую силу до 1987 г. С той поры разрешено импортировать пиво, которое не соответствует нормам, провозглашенным в Законе о качестве, если указываются его ингредиенты.
В 1888 в Мюнхене случились беспорядки и бесчинства в связи с незначительными повышениями цены на пиво. При этом в кабаках гости вели себя так, что ни столы, ни стулья не оставались целыми. Эти события вошли в историю под названием Salvatorschlacht (битва в пивоварне Сальватор).
Также, события 1923 г. в Баварии, известные как «Пивной путч».

## Сорта пива
И наконец, какое ты будешь иметь понятие о Европе, ежели ты Бисмарка не видел и берлинского пива не пил?
- Пильзнер (нем. Pils или Pilsener) — пиво низового брожения. Оно более или менее горькое и содержит от 4 до 4,8 % алкоголя. Его продают по всей Германии, но особенно в Северной Германии. Впервые этот сорт пива был сварен в Богемии в городе Пльзень 5 октября 1842 г.
- Пшеничное пиво (Вайцен, Вайсбир) (нем. Weizen, Weissbier) — ферментированое пшеничное пиво верхового брожения с содержанием алкоголя от 5 до 5,4 %. Варится из смеси пшеничного и ячменного солода, имеет фруктовый пряный вкус и распространён особенно в Южной Германии. Это, как правило, мутное (нефильтрованное) пиво. Разновидности: тёмное пшеничное пиво (Дункельвайцен, нем. Dunkelweizen), фильтрованное пшеничное пиво (Кристаллвайцен, нем. Kristallweizen).
- Альтбир (нем. Altbier или коротко Alt) получило своё название от латинского слова altus (наверху). При брожении дрожжи остаются наверху. Значит — пиво верхового брожения. Имеет вкус хмеля. Как и Пильзнер, Альт содержит около 4,8 % алкоголя. Его «родина» — Дюссельдорф и нижнее течение Рейна.
- Кёльш (нем. Kölsch) — название специального пива, которое варится в городе Кёльн. Это пиво верхового брожения имеет слегка горький вкус, чувствуется хмель. Содержание алкоголя 4,8 %.
- Чёрное пиво (Шварцбир) (нем. Schwarzbier) названо по цвету. Пиво низового брожения имеет от 4,8 до 5 % алкоголя. Изначально производилось в Восточной Германии. Но если говорить об историческом происхождении этого сорта, то это не что иное, как пиво Steiger — напиток горных мастеров (штейгеров) на серебряных рудниках в горных районах Тюрингии, Саксонии и Франконии, где родились предания про сокровища гномов и загадочные горные пещеры на лесных склонах. Это пиво обладало, по мнению мастеров, магическими свойствами. После объединения Германий сорт Schwarzbier пережил настоящий Ренессанс, и теперь его варят далеко за пределами и Тюрингии и других горных районов. Например, новая берлинская марка называется «крестьянским» пивом, то есть напитком, придающим силы тяжело работающим людям.
- Берлинер Вайссе (нем. Berliner Weiße) имеет слегка кислый вкус. Содержание алкоголя 2,8 %, что для пива очень мало. Пиво верхового брожения производят в Берлине.
- Экспорт (нем. Export)
- Светлое пиво (Хэллес) (нем. Helles)
- Бок-бир, Бок (нем. Bock, Bockbier) — крепкое пиво с содержанием алкоголя около 6-10 %. Разновидности: доппель-бок (нем. Doppelbock), май-бок (нем. Maibock), вайцен-бок (нем. Weizenbock), айс-бок (нем. Eisbock)
- Цвикельбир или Келлербир (нем. Zwickelbier или Zwickl, Kellerbier) — мутноватое нефильтрованное и непастеризованное натуральное пиво, обычно типа лагер. Благодаря отсутствию фильтрации и очистки содержит больше дрожжей и имеет более высокую пищевую ценность, чем прочие сорта пива. Такое пиво зачастую не разливают в бутылки, а подают свежим в «биргартенах».
- Раухбир (нем. Rauchbier) — тёмное пиво с «копчёным» вкусом
- Ржаное пиво (Роггенбир) (нем. Roggenbier)
- Мартовское пиво (нем. Märzen, Märzenbier)
- Фестбир (нем. Festbier) — пиво, варящееся осенью специально для народных гуляний, таких как Октоберфест
- Рождественское пиво (Вайнахтсбир) (нем. Weihnachtsbier) — пиво, варящееся специально для народных гуляний на Рождество. Как правило, оно крепче мартовского пива (нем. Märzenbier), и по крепости приближается к Бок-бир (нем. Bock, Bockbier). Содержание алкоголя в пиве варьируется от 6 до 7,5 %. Как правило, вайнахтсбир имеет тёмно-красный цвет. Данный сорт пива можно отнести к фестбир, которое традиционно варят в Баварии в период с ноября по март.